# 早川正人
早川 正人（はやかわ まさと、1952年8月5日 - ）は、日本の実業家。イハラケミカル工業元代表取締役専務。クミアイ化学工業専務取締役。ケイ・アイ化成株式会社取締役会長。

## 略歴・人物
- 1978年（昭和53年）4月、イハラケミカル工業（株）入社
- 2004年（平成16年）7月、同社 市場開発部長
- 2007年（平成19年）1月、同社 化成品営業部長
- 2009年（平成21年）1月、同社 取締役営業本部長兼化成品営業部長
- 2010年（平成22年）1月、同社 取締役マーケティング本部長
- 2012年（平成24年）1月、同社 常務取締役マーケティング本部長
- 2013年（平成25年）1月、同社 専務取締役マーケティング本部長
- 2015年（平成27年）1月、同社 代表取締役専務
- 2016年（平成28年）1月、同社 代表取締役専務執行役員[2]
- 2017年（平成29年）5月、クミアイ化学工業に吸収合併。専務取締役。ケイ・アイ化成株式会社取締役会長。

- 北海道日高地方の開拓農家の次男坊として生まれる。貧乏学生だったため、学費の安い神奈川大学に進学できた[3]。
- 36歳の時にサンフランシスコ、ニューヨーク、ロンドンと海外赴任[3]。